# SCM Râmnicu Vâlcea (handbal feminin)
Sport Club Municipal Râmnicu Vâlcea este o echipă de handbal din Râmnicu Vâlcea, România, secție a clubului polisportiv SCM Râmnicu Vâlcea. Denumit inițial Handbal Club Oltenia, apoi Handbal Club Municipal Râmnicu Vâlcea clubul se consideră succesor al CS Oltchim Râmnicu Vâlcea, creat în 1973 și care s-a desființat din cauza problemelor financiare. SCM Râmnicu Vâlcea evoluează în Liga Națională din sezonul 2013-2014.

## Istoric
La sfârșitul sezonului competițional 2012-2013, clubul Oltchim avea probleme financiare grave, iar jucătoarele au devenit libere de contract și au fost sfătuite să își caute alte cluburi. Echipa nu s-a înscris în Liga Campionilor, deși se afla în prima urnă valorică, iar înscrierea în Liga Națională a fost incertă un anumit timp. Deoarece timpul până la expirarea înscrierilor în Liga Națională era foarte scurt, Primăria Râmnicu Vâlcea și sponsorii au apelat la structura sportivă deja existentă HC Oltenia, fără datorii sau obligații fiscale, urmând ca apoi să-i schimbe numele într-unul mai reprezentativ pentru municipiul Râmnicu Vâlcea. Totuși, pe 1 iulie 2013, CS Oltchim s-a înscris în Liga Națională și a anunțat că va preda ulterior locul echipe HC Oltenia, sponsorizată de municipalitate. După preluarea acestuia, s-a precizat că HC Oltenia își va schimba denumirea în Handbal Club Municipal Râmnicu Vâlcea. Deși primarul interimar Ion Matei a anunțat că HC Oltenia deține palmaresul și culorile CS Oltchim Râmnicu Vâlcea și că acestea vor fi utilizate, într-un comunicat al CS Oltchim, conducerea clubului a salutat apariția HC Oltenia, dar a anunțat că Oltchim va rămâne cu palmaresul și patrimoniul său. Pe 15 iulie 2013, prin hotărâre judecătorească, HC Oltenia și-a schimbat numele în HCM Râmnicu Vâlcea permitându-i finalizarea procedurilor de înscriere sub acest nume în Liga Națională în locul CS Oltchim Râmnicu Vâlcea. Maria Török-Duca, fosta handbalistă a Chimistului Râmnicu Vâlcea, a fost numită antrenor principal, iar altă fostă handbalistă, Mia Rădoi, antrenor secund.
În vara anului 2018, HCM Râmnicu Vâlcea a fost preluat de nou-înființatul club al municipalității SCM Râmnicu Vâlcea. În aprilie 2019, palmaresului Oltchimului a fost cumpărat de către unul dintre sponsorii echipei, ulterior fiind donat Primăriei Râmnicu Vâlcea. Pe data de 26 aprilie 2019, în urma unei partide din sezonul 2018-2019, dintre SCM Râmnicu Vâlcea și CS Măgura Cisnădie, palmaresul echipei Oltchim Râmnicu Vâlcea a fost prezentat și preluat de echipa vâlceană.

## Echipament
| 2014–15 | 2016–17 | · 2017–18 | · 2018–19 | · 2019–20 | · 2020– |

| DEPLASARE | DEPLASARE | DEPLASARE | DEPLASARE | DEPLASARE | DEPLASARE |
| --------- | --------- | --------- | --------- | --------- | --------- |
| 2014–15   | · 2015-16 | 2016–17   | · 2017–19 | · 2019–20 | · 2020–   |

| · 2019–20 | · 2020– |

## Palmares
Palmaresul echipei Oltchim Râmnicu Vâlcea a fost preluat de echipa SCM Râmnicu Vâlcea
| Competiții naționale | Competiții internaționale |
| Liga Națională: Câștigătoare (20): 1989, 1990, 1991, 1993, 1994, 1995, 1996, 1997, 1998, 1999, 2000, 2002, 2007, 2008, 2009, 2010, 2011, 2012, 2013, 2019 Locul 2 (6): 1983, 1985, 1992, 2001, 2003 Locul 3 (7): 1984, 1986, 1988, 2005, 2006, 2021, 2022 Cupa României: Câștigătoare (14): 1984, 1990, 1992, 1993, 1994, 1995, 1996, 1997, 1998, 1999, 2001, 2002, 2007, 2011, 2020 Finalistă (6): 1986, 2003, 2006, 2018, 2019, 2022 - Semifinalistă (4): 1987, 1988, 1989, 2004 Supercupa României Câștigătoare (4): 2007, 2011, 2018, 2020 Finalistă: 2019 | Liga Campionilor: Finalistă (1): 2010 - Semifinalistă (5): 1990, 1992, 2009, 2012, 2013 Cupa Cupelor: Câștigătoare (1): 2007 Finalistă (1): 2002 - Semifinalistă (2): 1987, 1993 Liga Europeană: - Sfertfinalistă (1): 2022, 2023 Cupa EHF: Câștigătoare (2): 1984, 1989 - Sfertfinalistă (1): 2003 Cupa Challenge: - Sfertfinalistă (1): 2005 Trofeul Campionilor: Câștigătoare (1): 2007 |

### Turnee amicale (2013-prezent)
- Memorialul Constantin Tiță
  -  Câștigătoare (3): Ediția 2013, 2016, 2018, 2021

- Memorialul Tiberiu Rusu
  -  Câștigătoare (1): Ediția 2016

- Cupa Vâlcii
  -  Câștigătoare (1): Ediția 2018

- Cupa SMART (Békéscsabai)
  -  Câștigătoare (1): Ediția 2018

- Cupa SCM Râmnicu Vâlcea
  -  Câștigătoare (1): Ediția 2018

## Sponsori
Pentru sezonul 2019/20 echipa a avut un buget de aproximativ 2 milioane de euro.
Sponsorii echipei
| Echipament sportiv | Sponsori |
| --- | -------- |
| Hummel |          |
| Nurvil / Volkswagen / Carrefour / Fortuna / Digi Sport / Academia del Gusto / Agro Expert / Antares / Bioclinica / Boromir / Casa Pariurilor |          |
| Crystal Palace / Consiliul Județean Vâlcea / Dab Cargo / Damila / Diangi / Fabrica de conserve Râureni / Farmaciile Băjan / FIAT Tipo        |          |
| Fit Academy / Fleximobil / Green Point / GNC Live Well / Hotel Maria / Kynita / La Provincia / Levant Restaurant Lebanese                    |          |
| Luxury /Events Garden / M Hotels / Magic / Nitela / NGV România / Nobila / Oficiali Impremium / Paradis Royal / Petros Gyros & Grill         |          |
| Pierre Patiserie / Primăria Municipiului Râmnicu Vâlcea / Ralunic / Restaurante Ok / S.C. Alfa Farm SRL / S.C. Diana                         |          |
| SC Steli SRL / S.C. Vidra / Securitas / Spălătoria Fresh Clean / TISA Spa Resort / Top Advertising / Various Brands / Wise / Xavitel         |          |

## Lotul de jucătoare 2024/25
Conform paginii oficiale a clubului:
| Portari - 12 Diana Neagu - 32 Raluca Kelemen - 97 Julie Foggea Extreme stânga - 10 Anniken Wollik - 11 Alexandra Bălan - 22 Cristina Florica Extreme dreapta - 04 Nathalie Hagman - 33 Alicia Toublanc Pivoți - 06 Asma Elghaoui - 29 Nataša Ljepoja - 39 Irina Mokat | Linia de 9 metri Intermediari stânga - 21 Andreea Bujor - 24 Jovana Skrobić - 77 Anamaria Grigore - 96 Charlotte Cholevová Coordonatori - 17 Rebeca Necula - 19 Daniela de Jong - 28 Mia Zschocke Intermediari dreapta - 27 Julia Maidhof - 71 Alicia Gogîrlă |

## Banca tehnică
| Nume             | Ocupație             |
| ---------------- | -------------------- |
| Florentin Pera   | Antrenor principal   |
| Luminița Dinu    | Antrenor cu portarii |
| Andrei Bularga   | Kinoterapeut         |
| Robert Tănăsescu | Kinetoterapeut       |
| Marian Crăciun   | Preparator fizic     |
| Carmen Udrea     | Medic                |
| Ana Verzescu     | Asistent             |

## Conducerea administrativă
Conform paginii oficiale a clubului:
| Nume             | Ocupație                  |
| ---------------- | ------------------------- |
| Marius Țucă      | Director                  |
| Florin Verigeanu | Președinte secția handbal |
| Marian Joița     | Director sportiv          |
| Dumitru Marian   | Organizator competitii    |

## Meciuri europene
Conform Federației Europene de Handbal:
| Sezon   | Competiție       | Fază                               | Club                          | Tur      | Retur    | Total       |
| ------- | ---------------- | ---------------------------------- | ----------------------------- | -------- | -------- | ----------- |
|         |                  |                                    |                               |          |          |             |
| 2018-19 | Cupa EHF         | Turul 2                            | Kastamonu                     | 35-26    | 20-21    | 55–47       |
| 2018-19 | Cupa EHF         | Turul 3                            | Herning-Ikast Håndbold        | 16-22    | 19-21    | 35–43       |
|         |                  |                                    |                               |          |          |             |
| 2019-20 | Liga Campionilor | Faza grupelor (Grupa C)            | SG BBM Bietigheim             | 34–27    | 28–31    | Locul trei  |
| 2019-20 | Liga Campionilor | Faza grupelor (Grupa C)            | Brest Bretagne Handball       | 24–37    | 23–26    | Locul trei  |
| 2019-20 | Liga Campionilor | Faza grupelor (Grupa C)            | ŽRK Budućnost                 | 19–23    | 20–21    | Locul trei  |
| 2019-20 | Liga Campionilor | Faza grupelor principale (Grupa 2) | RK Krim Mercator              | 31–16    | 28–28    | Locul patru |
| 2019-20 | Liga Campionilor | Faza grupelor principale (Grupa 2) | IK Sävehof                    | 23–17    | 28–20    | Locul patru |
| 2019-20 | Liga Campionilor | Faza grupelor principale (Grupa 2) | Győri Audi ETO KC             | 20–29    | 29–35    | Locul patru |
| 2019-20 | Liga Campionilor | Sferturi de finală                 | Metz Handball                 | Anulate✳ | Anulate✳ | Anulate✳    |
|         |                  |                                    |                               |          |          |             |
| 2020-21 | Liga Campionilor | Faza grupelor (Grupa B)            | Brest Bretagne Handball       | 21–28    | 10–0✳✳   | Locul șase  |
| 2020-21 | Liga Campionilor | Faza grupelor (Grupa B)            | Odense Håndbold               | 21–30    | 26–25    | Locul șase  |
| 2020-21 | Liga Campionilor | Faza grupelor (Grupa B)            | PGK ȚSKA Moscova              | 20–30    | 24–34    | Locul șase  |
| 2020-21 | Liga Campionilor | Faza grupelor (Grupa B)            | HC Podravka Vegeta            | 0–10✳✳   | 27–25    | Locul șase  |
| 2020-21 | Liga Campionilor | Faza grupelor (Grupa B)            | Győri Audi ETO KC             | 31–38    | 20–37    | Locul șase  |
| 2020-21 | Liga Campionilor | Faza grupelor (Grupa B)            | Borussia Dortmund             | 0–10✳✳   | 0–10✳✳   | Locul șase  |
| 2020-21 | Liga Campionilor | Faza grupelor (Grupa B)            | ŽRK Budućnost                 | 25–23    | 28–29    | Locul șase  |
| 2020-21 | Liga Campionilor | Optimi de finală                   | CSM București                 | 24-33    | 27-21    | 51–54       |
|         |                  |                                    |                               |          |          |             |
| 2021-22 | Liga Europeană   | Turul 3                            | Super Amara Bera Bera         | 34-28    | 29-27    | 63–53       |
| 2021-22 | Liga Europeană   | Faza grupelor (Grupa D)            | GVM Europe-Vác                | 39–29    | 31–30    | Locul doi   |
| 2021-22 | Liga Europeană   | Faza grupelor (Grupa D)            | Chambray Touraine Handball    | 26–25    | 32–27    | Locul doi   |
| 2021-22 | Liga Europeană   | Faza grupelor (Grupa D)            | Viborg HK                     | 30–30    | 20–31    | Locul doi   |
| 2021-22 | Liga Europeană   | Sferturi de finală                 | Herning-Ikast Håndbold        | 33-39    | 28-33    | 61–72       |
|         |                  |                                    |                               |          |          |             |
| 2022-23 | Liga Europeană   | Turul 3                            | H 65 Höörs HK                 | 31-24    | 32-24    | 63–48       |
| 2022-23 | Liga Europeană   | Faza grupelor (Grupa D)            | Praktiker-Váci                | 40–30    | 28–26    | Locul doi   |
| 2022-23 | Liga Europeană   | Faza grupelor (Grupa D)            | Paris 92                      | 22–24    | 30–28    | Locul doi   |
| 2022-23 | Liga Europeană   | Faza grupelor (Grupa D)            | Thüringer HC                  | 31–38    | 32–32    | Locul doi   |
| 2022-23 | Liga Europeană   | Sferturi de finală                 | Nykøbing Falster Håndboldklub | 32-29    | 29-38    | 61–67       |

## Sezoane recente
| Sezon   | Competiție națională | Loc   | Cupa României | Supercupa României | Competiție europeană | Competiție europeană |
| ------- | -------------------- | ----- | ------------- | ------------------ | -------------------- | -------------------- |
| 2013-14 | LN                   | 11    |               |                    |                      |                      |
| 2014-15 | LN                   | 9     |               |                    |                      |                      |
| 2015-16 | LN                   | 8     |               |                    |                      |                      |
| 2016-17 | LN                   | 7     |               |                    |                      |                      |
| 2017-18 | LN                   | 4     | Finalistă     | Câștigătoare       |                      |                      |
| 2018-19 | LN                   | Aur   | Finalistă     | Finalistă          | Cupa EHF             | Turul 3              |
| 2019-20 | LN                   | 1✳    | Câștigătoare  | Câștigătoare       | Liga Campionilor     | Sfertfinalistă       |
| 2020-21 | LN                   | Bronz |               |                    | Liga Campionilor     | Optimi               |
| 2021-22 | LN                   | Bronz | Finalistă     |                    | Liga Europeană       | Sfertfinalistă       |
| 2022-23 | LN                   | 6     |               |                    | Liga Europeană       | Sfertfinalistă       |
| 2023-24 | LN                   | 5     |               |                    |                      |                      |

✳ Sezonul 2019-2020 al Ligii Naționale s-a încheiat, din cauza pandemiei de coronaviroză cauzată de noul coronavirus 2019-nCoV (SARS-CoV-2), fără a se mai disputa ultimele șapte etape, XX–XXVI, cu rămânerea în vigoare a clasamentului valabil la data de 11 martie 2020, când s-a desfășurat ultimul meci, fără introducerea unor criterii finale de departajare, fără a retrograda nici o echipă și fără a se acorda titlul și medalii.

## Marcatoare în competițiile europene
Conform Federației Europene de Handbal:
| Sezon   | Competiție       | Poz. | Nume                    | Goluri |
| ------- | ---------------- | ---- | ----------------------- | ------ |
|         |                  |      |                         |        |
| 2018-19 | Cupa EHF         |      |                         |        |
| 2018-19 | Cupa EHF         | 1    | Irina Glibko            | 24     |
| 2018-19 | Cupa EHF         | 2    | Marta López Herrero     | 17     |
| 2018-19 | Cupa EHF         | 2    | Natalia Vasilevskaia    | 17     |
| 2018-19 | Cupa EHF         | 3    | Alicia Fernández Fraga  | 7      |
| 2018-19 | Cupa EHF         | 3    | Ana Maria Popa          | 7      |
| 2018-19 | Cupa EHF         | 3    | Samara Da Silva Vieira  | 7      |
| 2018-19 | Cupa EHF         | 4    | Raluca Băcăoanu         | 4      |
| 2018-19 | Cupa EHF         | 5    | Marija Petrović         | 3      |
| 2018-19 | Cupa EHF         | 6    | Cristina Florica        | 2      |
| 2018-19 | Cupa EHF         | 6    | Ines Khouildi           | 2      |
|         |                  |      |                         |        |
| 2019-20 | Liga Campionilor |      |                         |        |
| 2019-20 | Liga Campionilor | 1    | Asma Elghaoui           | 50     |
| 2019-20 | Liga Campionilor | 2    | Ann Grete Nørgaard      | 45     |
| 2019-20 | Liga Campionilor | 3    | Irina Glibko            | 37     |
| 2019-20 | Liga Campionilor | 4    | Mireya González Álvarez | 35     |
| 2019-20 | Liga Campionilor | 5    | Kristina Liščević       | 33     |
| 2019-20 | Liga Campionilor | 6    | Marta López Herrero     | 29     |
| 2019-20 | Liga Campionilor | 7    | Samara Da Silva Vieira  | 25     |
| 2019-20 | Liga Campionilor | 8    | Alicia Fernández Fraga  | 17     |
| 2019-20 | Liga Campionilor | 9    | Alexandra Badea         | 11     |
| 2019-20 | Liga Campionilor | 9    | Cristina Florica        | 11     |
| 2019-20 | Liga Campionilor | 10   | Jelena Trifunović       | 7      |
| 2019-20 | Liga Campionilor | 11   | Mădălina Zamfirescu     | 3      |
| 2019-20 | Liga Campionilor | 12   | Raluca Băcăoanu         | 2      |
| 2019-20 | Liga Campionilor | 13   | Daniela Marin           | 1      |
| 2019-20 | Liga Campionilor | 13   | Roberta Stamin          | 1      |
|         |                  |      |                         |        |
| 2020-21 | Liga Campionilor |      |                         |        |
| 2020-21 | Liga Campionilor | 1    | Mireya González Álvarez | 43     |
| 2020-21 | Liga Campionilor | 2    | Asma Elghaoui           | 42     |
| 2020-21 | Liga Campionilor | 3    | Kristina Liščević       | 38     |
| 2020-21 | Liga Campionilor | 4    | Evgenija Minevskaja     | 33     |
| 2020-21 | Liga Campionilor | 5    | Marta López Herrero     | 25     |
| 2020-21 | Liga Campionilor | 6    | Cristina Florică        | 21     |
| 2020-21 | Liga Campionilor | 7    | Maren Nyland Aardahl    | 20     |
| 2020-21 | Liga Campionilor | 8    | Jelena Trifunović       | 18     |
| 2020-21 | Liga Campionilor | 9    | Irina Glibko            | 14     |
| 2020-21 | Liga Campionilor | 10   | Alicia Fernández Fraga  | 11     |
| 2020-21 | Liga Campionilor | 10   | Željka Nikolić          | 11     |
| 2020-21 | Liga Campionilor | 10   | Ann Grete Nørgaard      | 11     |
| 2020-21 | Liga Campionilor | 11   | Corina Lupei            | 4      |
| 2020-21 | Liga Campionilor | 12   | Marta Batinović         | 1      |
| 2020-21 | Liga Campionilor | 12   | Daria Bucur             | 1      |
| 2020-21 | Liga Campionilor | 12   | Raluca Dăscălete        | 1      |
|         |                  |      |                         |        |
| 2021-22 | Liga Europeană   |      |                         |        |
| 2021-22 | Liga Europeană   | 1    | Irina Glibko            | 52     |
| 2021-22 | Liga Europeană   | 2    | Asma Elghaoui           | 51     |
| 2021-22 | Liga Europeană   | 3    | Željka Nikolić          | 33     |
| 2021-22 | Liga Europeană   | 4    | Kristina Liščević       | 27     |
| 2021-22 | Liga Europeană   | 5    | Bobana Klikovac         | 25     |
| 2021-22 | Liga Europeană   | 6    | Mireya González Álvarez | 22     |
| 2021-22 | Liga Europeană   | 7    | Cristina Florică        | 21     |
| 2021-22 | Liga Europeană   | 8    | Elena Dache             | 20     |
| 2021-22 | Liga Europeană   | 9    | Olga Gorșenina          | 18     |
| 2021-22 | Liga Europeană   | 10   | Corina Lupei            | 14     |
| 2021-22 | Liga Europeană   | 11   | Daria Bucur             | 8      |
| 2021-22 | Liga Europeană   | 12   | Evghenia Levcenko       | 7      |
| 2021-22 | Liga Europeană   | 13   | Daniela Marin           | 2      |
| 2021-22 | Liga Europeană   | 14   | Daciana Hosu            | 1      |
| 2021-22 | Liga Europeană   | 14   | Isabell Roch            | 1      |
|         |                  |      |                         |        |
| 2022-23 | Liga Europeană   |      |                         |        |
| 2022-23 | Liga Europeană   | 1    | Irina Glibko            | 72     |
| 2022-23 | Liga Europeană   | 2    | Asma Elghaoui           | 59     |
| 2022-23 | Liga Europeană   | 3    | Asuka Fujita            | 35     |
| 2022-23 | Liga Europeană   | 4    | Elin Hansson            | 30     |
| 2022-23 | Liga Europeană   | 5    | Daria Bucur             | 28     |
| 2022-23 | Liga Europeană   | 6    | Evghenia Levcenko       | 19     |
| 2022-23 | Liga Europeană   | 7    | Jovana Kovačević        | 15     |
| 2022-23 | Liga Europeană   | 8    | Daniela de Jong         | 14     |
| 2022-23 | Liga Europeană   | 9    | Bobana Klikovac         | 11     |
| 2022-23 | Liga Europeană   | 10   | Tanja Ašanin            | 6      |
| 2022-23 | Liga Europeană   | 10   | Andreea Ianăși          | 6      |
| 2022-23 | Liga Europeană   | 11   | Amalia Coman            | 5      |
| 2022-23 | Liga Europeană   | 11   | Corina Lupei            | 5      |
| 2022-23 | Liga Europeană   | 12   | Cristina Florică        | 1      |
| 2022-23 | Liga Europeană   | 12   | Daciana Hosu            | 1      |

| Poz. | Nume                    | Goluri |
| ---- | ----------------------- | ------ |
|      |                         |        |
| 1    | Asma Elghaoui           | 202    |
| 2    | Irina Glibko            | 199    |
| 3    | Mireya González Álvarez | 100    |
| 4    | Kristina Liščević       | 98     |
| 5    | Marta López Herrero     | 71     |
| 6    | Ann Grete Nørgaard      | 56     |
| 7    | Cristina Florică        | 56     |
| 8    | Željka Nikolić          | 44     |
| 9    | Daria Bucur             | 37     |
| 10   | Bobana Klikovac         | 36     |
| 11   | Alicia Fernández Fraga  | 35     |
| 11   | Asuka Fujita            | 35     |
| 12   | Evgenija Minevskaja     | 33     |
| 13   | Samara Da Silva Vieira  | 32     |
| 14   | Elin Hansson            | 30     |
| 15   | Evghenia Levcenko       | 26     |
| 16   | Jelena Trifunović       | 25     |
| 17   | Corina Lupei            | 23     |
| 18   | Elena Dache             | 20     |
| 18   | Maren Nyland Aardahl    | 20     |
| 19   | Olga Gorșenina          | 18     |
| 20   | Natalia Vasilevskaia    | 17     |
| 21   | Jovana Kovačević        | 15     |
| 22   | Alexandra Badea         | 11     |
| 23   | Ana Maria Popa          | 7      |
| 24   | Tanja Ašanin            | 6      |
| 24   | Raluca Băcăoanu         | 6      |
| 24   | Andreea Ianăși          | 6      |
| 25   | Amalia Coman            | 5      |
| 26   | Marija Petrović         | 3      |
| 26   | Daniela Marin           | 3      |
| 26   | Mădălina Zamfirescu     | 3      |
| 27   | Ines Khouildi           | 2      |
| 27   | Daciana Hosu            | 2      |
| 28   | Marta Batinović         | 1      |
| 28   | Raluca Dăscălete        | 1      |
| 28   | Isabell Roch            | 1      |
| 28   | Roberta Stamin          | 1      |

## Marcatoare în competițiile naționale
| Sezon                | Nume | Goluri |
| -------------------- | ---- | ------ |
|                      |      |        |
| 2013-14              |      |        |
| Janina Luca          | 189  |        |
|                      |      |        |
| 2014-15              |      |        |
| Daria Ilina          | 169  |        |
|                      |      |        |
| 2015-16              |      |        |
| Mihaela Ani-Senocico | 161  |        |
|                      |      |        |
| 2016-17              |      |        |
| Andreea Adespii      | 91   |        |
|                      |      |        |
| 2017-18              |      |        |
| Irina Glibko         | 175  |        |
|                      |      |        |
| 2018-19              |      |        |
| Irina Glibko         | 128  |        |
|                      |      |        |
| 2019-20              |      |        |
| Asma Elghaoui        | 72   |        |
|                      |      |        |
| 2020-21              |      |        |
| Kristina Liščević    | 127  |        |
|                      |      |        |
| 2021-22              |      |        |
| Irina Glibko         | 169  |        |

| Ediție              | Nume | Goluri |
| ------------------- | ---- | ------ |
|                     |      |        |
| 2013-14             |      |        |
| Janina Luca         | 11   |        |
|                     |      |        |
| 2014-15             |      |        |
| Daria Ilina         | 13   |        |
|                     |      |        |
| 2015-16             |      |        |
| Clara Vădineanu     | 6    |        |
|                     |      |        |
| 2016-17             |      |        |
| Andreea Adespii     | 7    |        |
|                     |      |        |
| 2017-18             |      |        |
| Irina Glibko        | 36   |        |
|                     |      |        |
| 2018-19             |      |        |
| Irina Glibko        | 24   |        |
|                     |      |        |
| 2019-20             |      |        |
| Asma Elghaoui       | 17   |        |
| Irina Glibko        | 17   |        |
| Marta López Herrero | 17   |        |
|                     |      |        |
| 2020-21             |      |        |
| Irina Glibko        | 17   |        |
|                     |      |        |
| 2021-22             |      |        |
| Evghenia Levcenko   | 15   |        |
|                     |      |        |
| 2022-23             |      |        |
| Irina Glibko        | 8    |        |

| Ediție            | Nume | Goluri |
| ----------------- | ---- | ------ |
|                   |      |        |
| 2017-18           |      |        |
| Irina Glibko      | 10   |        |
|                   |      |        |
| 2018-19           |      |        |
| Kristina Liščević | 5    |        |
|                   |      |        |
| 2019-20           |      |        |
| Irina Glibko      | 5    |        |

## Jucătoare notabile
| - Amelia Busuioceanu (2013 - 14 ianuarie 2014) - Stăncuța Guiu (2013 - 2014) - Alexandra Gogoriță (2014 - 2015) - Janina Luca (2013 - 2016) - Clara Vădineanu (2013 - 2016) - Roxana Cherăscu (2013 - 2016) - Carmina Bădiță (2014 - 2016); (2018) - Daria Ilina (2014 - 2016) - Elaine Gomes (2016 - 29 octombrie 2016) - Samara da Silva (2018 - 2020) - Mihaela Ani-Senocico (2015 - 2017) - Ana Maria Simion (2015 - 2017) - Nicoleta Safta (2016 - 2017) - Patricia Vizitiu (2016 - 2017) - Petra Blazek (2016 - 2019) - Ines Khouildi (2016 - 2019) - Natalia Vasilevskaia (2017 - 2019) - Marija Petrović (2018 - 2019) - Ana Maria Iuganu (2018 - 2019) - Andreea Pricopi (2018 - 2019) | - Ann Grete Nørgaard (2019 - 19 decembrie 2020) - Marta Batinović (2019 - 2021) - Marta López Herrero (2017 - 2021) - Alicia Fernández Fraga (2017 - 2021) - Maren Nyland Aardahl (2020 - 2021) - Diana Ciucă (2017 - 2021) - Jelena Trifunović (9 noiembrie 2019 - 2021) - Evgenija Minevskaja (2020 - septembrie 2021) - Olga Gorșenina (2021 - 2022) - Elena Dache (2021 - 2022) - Kristina Liščević (2019 - 2022) - Mireya González Álvarez (2019 - 2022) - Željka Nikolić (2020 - 2022) - Bobana Klikovac (2021 - 2023) - Evghenia Levcenko (2021 - 2023) - Asuka Fujita (2022 - 2023) - Isabell Roch (2021 - 2023, 2023 - 2024) - Daciana Hosu (2020 - 2024) - Raluca Băcăoanu (2017 - 2020, 2022 - 2024) - Irina Glibko (2017 - 2024) |

## Antrenori notabili
- Maria Török-Duca (1 iulie 2013 - 12 noiembrie 2013)
- Simona Gogîrlă (13 noiembrie 2013 - 18 august 2014)
- Dumitru Muși (28 august 2014 - 30 iunie 2015)
- Constantin Ștefan (6 iulie 2015 - 10 decembrie 2016)
- Gheorghe Sbora (13 decembrie 2016 - 30 iunie 2017); (1 martie 2018 - 30 iunie 2018)
- Aurelian Roșca (30 iunie 2017 - 28 februarie 2018)
- Florentin Pera (1 iulie 2018 - 7 iunie 2021)
- Bent Dahl (20 septembrie 2021 - 7 noiembrie 2024)